# Companhia das Letras
Companhia das Letras ist der Firmenname des brasilianischen Verlagsunternehmens Editora Schwarcz SA mit Sitz in São Paulo. Das Unternehmen wurde 1986 gegründet und gab seitdem ungefähr 3.000 Buchtitel von 1.500 Autoren in den sieben zu ihm gehörigen Imprints heraus. Zum Sortiment gehören auch E-Books. 2011 kaufte Penguin Books 45 % der Anteile des Unternehmens. Am 30. Oktober 2018 gab Penguin Random House bekannt, weitere 25 % der von Fernando Moreira Salles gehaltenen Anteile zu übernehmen, sodass nun PRH mit 70 % und die Schwarcz-Familie (Luiz Schwarcz und Lilia Moritz Schwarcz) mit 30 % als Minderheitseigner beteiligt ist.

## Verlagsgeschichte
Der Verlag wurde 1986 durch Luiz Schwarcz, der bereits verlegerische Erfahrungen aus Tätigkeiten beim Verlag Editora Brasiliense mitbrachte, und seiner Frau, der Sozialanthropologin Lilia Moritz Schwarcz, gegründet. Drei Jahre später stieß Fernando Moreira Salles zur Verlagsleitung. Unter den ersten vier verlegten Büchern befand sich mit der Übersetzung des Geschichtswerks To the Finland Station des Amerikaners Edmund Wilson ein großer Verkaufserfolg, der die Basis für die weitere verlegerische Arbeit legte. Lilia Moritz Schwarcz veröffentlichte selbst mit ihrem As barbas do Imperador (Der Bart des Kaisers) einen Bestseller. Das bestverkaufte Werk ist die portugiesische Übersetzung von Sofies Welt von Jostein Gaarder mit über 950.000 Exemplaren.
Companhia das Letras gilt heute als einer der renommiertesten brasilianischen Verlage. Einer Umfrage der Fachzeitschrift Valor Econômico vom 23. Juli 2012 zufolge, wurde die Companhia das Letras von Kritikern, Autoren und Fachleuten wegen der hohen Qualität und des Bekanntheitsgrades der Verlagsautoren als bester Verlag vor Cosac Naify eingestuft.
Mit rund 100 Mitarbeitern werden an die 200 Bücher pro Jahr verlegt mit einer durchschnittlichen Auflage von 4.500 Exemplaren.

## Verlage
Imprints:
- Companhia das Letras, ein seit 1986 bestehender Verlag für Literatur und Geisteswissenschaften
- Companhia das Letrinhas, ein seit 1992 bestehender Kinderbuchverlag
- Cia. das Letras, ein seit 1994 bestehender Jugendbuchverlag
- Companhia de Bolso, ein seit 2005 bestehender Taschenbuchverlag
- Quadrinhos na Cia., ein seit 2009 bestehender Comicbuchverlag
- editora Claro Enigma, ein seit 2009 bestehender Lehrbuchverlag
- Penguin Companhia, gibt seit 2010 Klassiker in Zusammenarbeit mit Penguin Books auf Portugiesisch heraus